# Тіктін Георгій Ісаакович
Тіктін Георгій Ісаакович (липень 1880, Одеса — 3 лютого 1945, Одеса) — видатний учений, економіст, педагог, член секції фінансового права Академії наук СРСР.

## Життєпис
1880, липень — народився в Одесі в родині відомого адвоката
1899 — закінчив Рішельєвську гімназію та вступив на юридичний факультет Новоросійського університету м. Одеси
1906 — розпочав педагогічну діяльність

### Педагогічна діяльність
1907-1922 — викладав законознавство та політичну економію в училищі торговельного мореплавства
1910-1920 — читав лекції з фінансового права, політекономії та статистики на Одеських вищих жіночих курсах
1917 — отримав можливість скласти магістерський іспит, до якого Тіктіна не допускали тривалий час за участь у політичних акціях
1918 — як магістр політичної економії та фінансового права зарахований приват-доцентом кафедри фінансового права Новоросійського університету, потім доцентом кафедри фінансової науки економічного факультету Одеського політехнічного інституту (Одеський національний політехнічний університет).
1920 — почалася реорганізація вищої освіти в Україні. Г. І. Тіктін взяв у ній активну участь. Зокрема, у 1920 р. був реорганізований Новоросійський університет. На його основі створено кілька інститутів. Серед них був Інститут гуманітарно-суспільних наук (Гумобін). поєднаний на базі юридичного та історико-філологічного факультетів університету. Доцент Г. І. Тіктін був одним із організаторів і викладачів цього інституту.
1921 — призначений деканом факультету зовнішньоторговельних відносин знов створеного Одеського інституту народного господарства (Одеський національний економічний університет). Завдяки зусиллям ученого спеціалізація факультету визначилась у двох напрямках: 1) відносини з Близьким Сходом і 2) Центральною Європою. Слухачі факультету проходили стажування у відділах та на підприємствах тодішнього Зовнішторгу.
1923-1930 — факультет зовнішньоторговельних відносин був реорганізований у економічний факультет Одеського інституту народного господарства. Деканом нового факультету став Г. І. Тіктін.
1931 — у зв'язку з ліквідацією Одеського інституту народного господарства працював в Інституті харчової промисловості (Одеська національна академія харчових технологій) та Інституті інженерів водного транспорту (Одеський національний морський університет), де завідував кафедрою фінансів та обліку економічних факультетів. В інституті харчової промисловості був ще й деканом економічного факультету.
1933-1935 — став професором економічного факультету, коли був відновлений Одеський державний університет.
1935, вересень — кваліфікаційна комісія затвердила вченого у званні професора.
1941, березень — вища атестаційна комісія присвоїла йому науковий ступінь доктора економічних наук без захисту дисертації на підставі подання Одеського кредитно-економічного інституту.

### Період евакуації
Улітку 1941 Георгій Тіктін був евакуйований до Саратова. Спочатку працював у місцевому кредитно-економічному інституті, а в листопаді, коли до Саратова був евакуйований інститут, де раніше працював, продовжив там роботу.
Восени 1941 вчений був запрошений на роботу Московським плановим інститутом, який у той час знаходився в Самарканді. Після реевакуації інституту викладає в Ленінградському плановому інституті з 1943 по 1944 рр.

### Повернення в Одесу
Після визволення Одеси в 1944 р. Г. І. Тіктін повертається до рідного міста. На нього чекала кафедра фінансів в Одеському кредитно-економічному інституті. Він також був запрошений завідувати кафедрою політекономії Одеського державного університету. Однак через хворобу не зміг приступити до роботи. Помер професор Г. І. Тіктін 3 лютого 1945 р.

## Науково-дослідницька діяльність
Автор понад 30 наукових праць у галузі фінансового права й загальної теорії фінансів. Майже всі його наукові наробки мали позитивні рецензії в зарубіжних журналах. Частина його робіт не була опублікована.
Г. І. Тіктін рано почав займатися науково-дослідницькою діяльністю.
- 1903-1905 — перші наукові праці, у яких розглядалися важливі проблеми фінансового права
- 1906 — запрошений до Новоросійського університету для підготовки до професорського звання по кафедрі фінансового права.
- 1912 — видав значно перероблений, доповнений і поновлений підручник з фінансового права, згідно з передсмертною волею свого вчителя, професора С. І. Іловайського. Цей підручник був оцінений як найкращий у дореволюційній Росії посібник із фінансового права.

У другій половині 20-х років XX ст. Г. І. Тіктін — активний автор інститутського збірника «Господарство та право. Записки Одеського інституту народного господарства». 1-й том збірника вийшов у 1928 році (російською мовою), 2-й — у 1929 році (українською мовою).
- 1926 — опублікував монографію по загальній теорії публічних фінансів у журналі науково-дослідних кафедр в Одесі.
- 1938 — підготував до друку праці «Основы теории советских финансов», «Теоретические основы учения о советских деньгах».

У період евакуації під час Другої світової війни написав ряд наукових робіт. Це такі як:
- «Основные вопросы теории финансирования войн на основе опыта войн XX века»,
- «Основные проблемы теории советских финансов в связи с вопросами методологии, методики, пропедевтики экономической теории социализма»,
- «К вопросу о действии закона стоимости в преобразованном виде и природе денег и кредита при социалистическом строе»,
- «Новейшее развитие форм краткосрочного кредита. К вопросу об отличительных признаках ссуд Госбанка СССР и их классификации»,
- «К вопросу о сущности и формах расчетов и платежей по взаимным долгам и правотребованиям социалистических организаций»,
- «Система буржуазного кредитно-банковского права и основы техники операции капиталистических банков»,
- «Исторические предпосылки финансов и их возникновение в докапиталистических антагонистических обществах. Финансовые и послефинансовые системы покрытия материальных затрат, вызываемых функциями общественной власти».

### Практична діяльність
Свою науково-дослідницьку роботу Г. І. Тіктін поєднував із практичною діяльністю.
- 1921-1922 — очолював Особливу комісію з підготовки матеріалів до Генуезької конференції.
- 1927-1930 — був членом комісії з фінансових питань АН УРСР
- 1939-1941 — член секції фінансового права АН СРСР.
- 1925-1945 — обирався депутатом міської ради, був головою фінансово-бюджетної секції міськради.
- З 1930 р. — член профкому Одеського національного університету імені І. І. Мечникова.